# Calliandra jariensis
Calliandra jariensis är en ärtväxtart som beskrevs av Rupert Charles Barneby. Calliandra jariensis ingår i släktet Calliandra och familjen ärtväxter. Inga underarter finns listade i Catalogue of Life.